# Valdir Espinosa
Valdir Espinosa (sinh ngày 7 tháng 10 năm 1947) là một huấn luyện viên và cựu cầu thủ bóng đá người Brasil.

## Sự nghiệp Huấn luyện viên
Valdir Espinosa đã dẫn dắt Grêmio, Botafogo, Flamengo, Cerro Porteño, Palmeiras, Portuguesa, Corinthians, Fluminense, Verdy Kawasaki, Coritiba và Vasco da Gama.